# Noyyal
La rivière Noyyal est une rivière du sud de l'Inde d'une longueur de 180 km qui coule dans l'État du Tamil Nadu. Elle est un affluent de la Cauvery.

## Source de la traduction
- (en) Cet article est partiellement ou en totalité issu de l’article de Wikipédia en anglais intitulé « Noyyal River » (voir la liste des auteurs).